# Sân khấu

Sân khấu

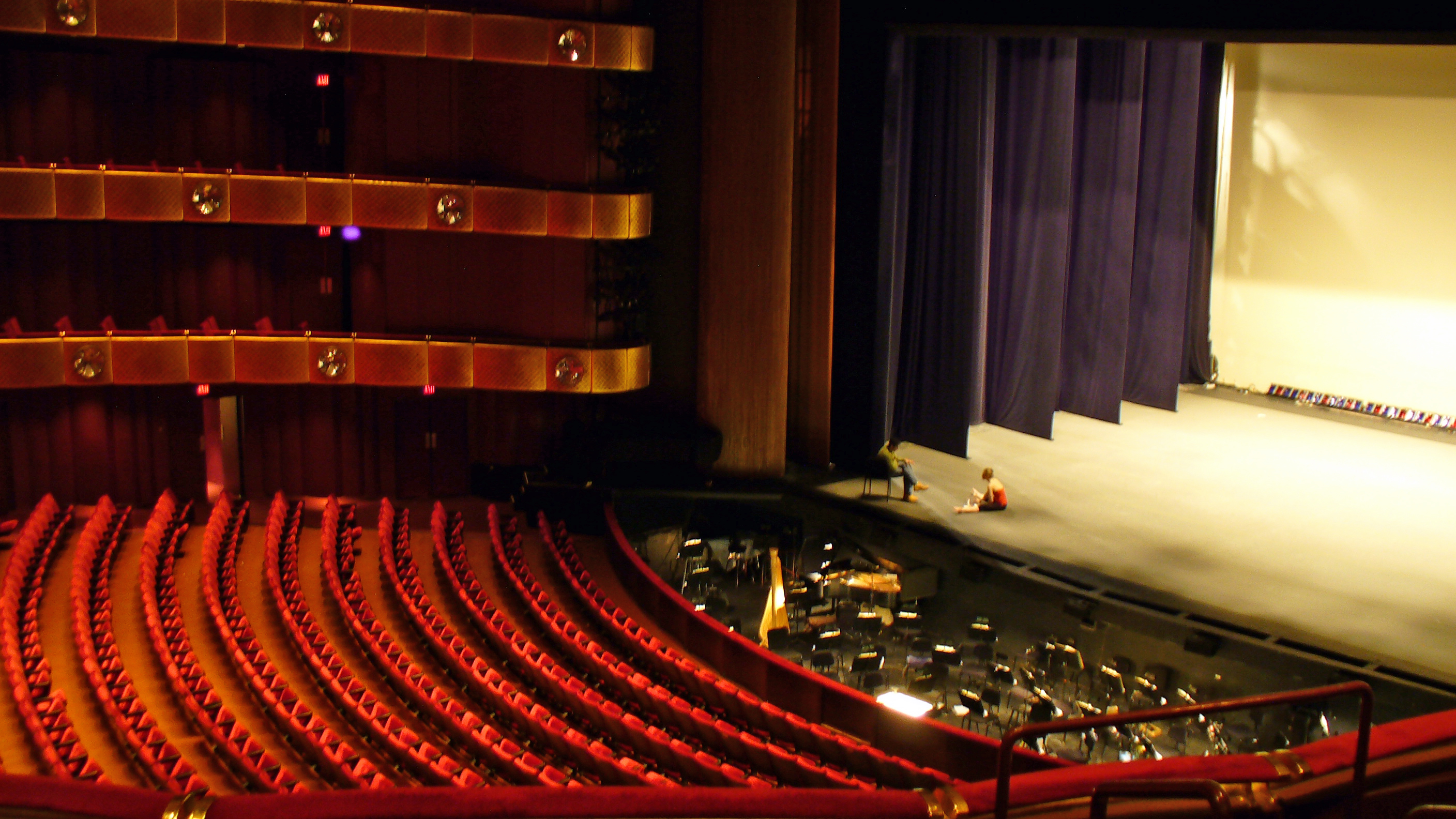
Nhà hát David H. Koch, Trung tâm Lincoln, Hoa Kỳ

Sân khấu hoặc nhà hát là một hình thức hợp tác của nghệ thuật sử dụng biểu diễn trực tiếp, thường bao gồm việc các diễn viên trình bày những trải nghiệm của một sự kiện có thật hay tưởng tượng trước những đối tượng khán giả tại chỗ ở một nơi cụ thể, thường là nhà hát. Các diễn viên có thể truyền tải kinh nghiệm này đến với khán giả thông qua sự kết hợp của cử chỉ, lời nói, bài hát, âm nhạc, và khiêu vũ. Các yếu tố của nghệ thuật, chẳng hạn như khung cảnh được dàn dựng và kịch nghệ như ánh sáng được sử dụng để nâng cao tính biểu tượng, sự hiện diện và tính tức thời của trải nghiệm. Nơi trình diễn sân khấu cũng được gọi tên là sân khấu. Sân khấu là nghệ thuật tổng hợp có lịch sử lâu đời nhất trong 7 loại hình nghệ thuật.
Dù một vài loại trình diễn được xem là sân khấu - như một nghệ thuật trình diễn, nó thường được xem là những buổi biểu diễn trực tiếp mang tính kịch. Một sự trình diễn mang tính kịch tạo ra sự ảo tưởng trong khán giả. Theo định nghĩa trên, sân khấu đã tồn tại từ buổi bình minh của loài người, như một sự phát triển của quá trình kể chuyện. Trong tiếng Hy Lạp cổ theatron (θέατρον) có nghĩa là "nơi để xem."
Sân khấu phương Tây hiện đại chủ yếu bắt nguồn từ nghệ thuật kịch Hy Lạp cổ đại. Sân khấu hiện đại đã kế thừa các thuật ngữ, cách phân loại, chủ đề, nhân vật và cách xây dựng mâu thuẫn của nghệ thuật kịch Hy Lạp cổ đại. Nghệ sĩ sân khấu Patrice Pavis định nghĩa sân khấu, ngôn ngữ sân khấu, viết kịch bản sân khấu, và đặc trưng của sân khấu như các biểu hiện đồng nghĩa nhằm phân biệt sân khấu với nghệ thuật biểu diễn, văn học, và nghệ thuật nói chung.
Sân khấu hiện đại ngày nay được định nghĩa rộng là các buổi biểu diễn của các vở kịch và nhạc kịch. Có kết nối giữa sân khấu và các hình thức nghệ thuật ba lê, opera (có sử dụng màn trình diễn được dàn dựng với trang phục đi kèm hát và nhạc đệm của dàn nhạc) và các hình thức trình diễn khác nhau.

## Lịch sử

### Hy Lạp cổ điển và thời Hellenic

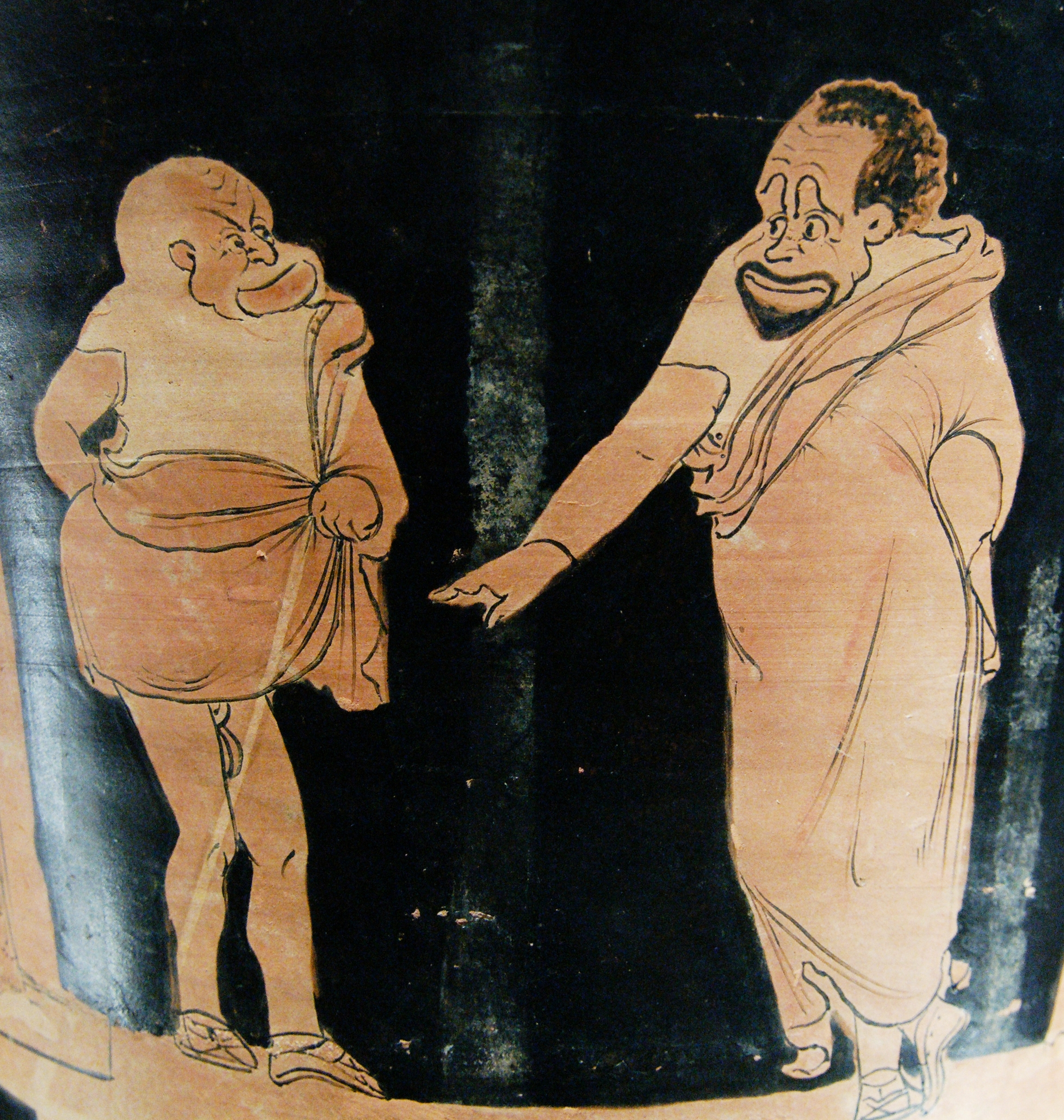
Tranh minh họa các diễn viên đóng vai người chủ (phải) và nô lệ của ông ta (trái) trong một vở kịch phlyax Hy Lạp cổ đại, khoảng năm 350-340 TCN

Thành bang Athens là nơi sân khấu phương Tây được khai sinh. Nó là một phần của một văn hóa sân khấu và biểu diễn lớn hơn trong thời Hy Lạp cổ điển, bao gồm các lễ hội, phong tục tôn giáo, chính trị, luật pháp, điền kinh, thể dục dụng cụ, âm nhạc, thi ca, đám cưới, đám tang, và symposia.
Việc tham gia vào nhiều lễ hội của thành bang và tham gia Thành phố Dionysia như một khán giả nói chung, hoặc thậm chí là một diễn viên trong các tác phẩm sân khấu nói riêng, là một phần quan trọng của các công dân. Sự tham gia của các công dân cũng bao gồm việc đánh giá các kỹ năng diễn đạt của những người diễn thuyết bằng chứng là trong buổi biểu diễn trong phòng xử của tòa án hoặc nhà quốc hội, cả hai hình thức hùng biện này đều được coi là gần với sân khấu và ngày càng hấp thu vốn từ vựng kịch tính của sân khấu. 
Người Hy Lạp cũng phát triển các khái niệm về những lời chỉ trích kịch tính và kiến trúc sân khấu. Diễn viên hoặc là nghiệp dư, cùng lắm là bán chuyên nghiệp. Các sân khấu của Hy Lạp cổ đại bao gồm ba loại kịch: bi kịch, hài kịch và kịch thần thoại.
Nguồn gốc của nhà hát Hy Lạp cổ đại, theo Aristotle (384-322 TCN), nhà nghiên cứu đầu tiên về sân khấu, được tìm thấy trong những ngày lễ hội tôn vinh thần Dionysus. Các buổi biểu diễn đã được thực hiện trong các phòng bán nguyệt dựa lưng vào sườn đồi, với khả năng chứa 10,000-20,000 người. Sân khấu bao gồm một sàn nhảy (dàn nhạc), phòng thay đồ và khu vực xây dựng phối cảnh. Vì ngôn ngữ là phần quan trọng nhất, việc phát âm thanh tốt và truyền tải rõ ràng là tối quan trọng. Các diễn viên (luôn luôn là nam) đeo mặt nạ phù hợp với nhân vật mà họ đóng, và mỗi người có thể đóng nhiều vai.
Bi kịch Athen - hình thức còn tồn tại lâu đời nhất của bi kịch, là một loại kịch múa. Thể loại kịch này tạo thành một phần quan trọng của văn hóa sân khấu của thành bang. Sau khi xuất hiện một thời gian trong thế kỷ thứ 6 TCN, nó nở rộ trong thế kỷ thứ 5 TCN (và sau đó nó bắt đầu lan rộng khắp thế giới Hy Lạp), và tiếp tục được phổ biến cho đến đầu giai đoạn Hellenistic.